# Daikatana
Daikatana (大刀) és un videojoc llançat per a ordinador i la Nintendo 64, és d'acció en primera persona desenvolupat per Ion Storm i publicat per Eidos Interactive el maig del 2000. Des d'etapes molt primerenques del desenvolupament del videojoc, va ser publicitat de forma agressiva com el producte de John Romero, un home famós pel seu treball en id Software en el desenvolupament de Quake i la sèrie Doom. Una de les campanyes més desafortunades en la història dels videojocs és la campanya publicitària primerenca de Daikatana, que un pòster vermell amb grans lletres negres proclamava "John Romero's about to make you his bitch " ("John Romero està a punt de convertir-te en la seva puta"). No hi havia res més al pòster llevat d'un petit escrit que deia "Suck It Down"" ("Llepa i s'empassa") i un logotip d'Ion Storm.
Daikatana es va retardar nombroses vegades des de la seva concepció a començaments de 1997 fins al seu llançament definitiu el 2000, i per a llavors id Software ja havia posat en venda Quake III, amb el que era segur que Daikatana no podia competir tecnològicament amb el seu motor Quake II. Això, unit a l'animadversió que va resultar de les dates perdudes de llançament i el pòster esmentat anteriorment, va contribuir enormement que Daikatana es convertís en un fracàs colossal, i que la reputació de Romero com a desenvolupador de videojocs es taqués aparentment per sempre.